# Мікуловиці (Буський повіт)
Мікуловиці (пол. Mikułowice) — село в Польщі, у гміні Бусько-Здруй Буського повіту Свентокшиського воєводства.
Населення — 999 осіб (2011).
У 1975—1998 роках село належало до Келецького воєводства.

## Демографія
Демографічна структура на день 31 березня 2011 року:
|          | Загалом | Допрацездатний вік | Працездатний вік | Постпрацездатний вік |
| -------- | ------- | ------------------ | ---------------- | -------------------- |
| Чоловіки | 513     | 123                | 339              | 51                   |
| Жінки    | 486     | 84                 | 295              | 107                  |
| Разом    | 999     | 207                | 634              | 158                  |